# Praše
Praše este o localitate din comuna Kranj, Slovenia, cu o populație de 224 de locuitori.